# Menzel Ennour
Menzel Ennour (arabe : منزل النور), anciennement appelée Damous (arabe : الداموس) est une ville du Sahel tunisien.
Elle est rattachée au gouvernorat de Monastir et constitue une municipalité comptant 11 772 habitants en 2014.